# تپه قلعه گبری آببر
تپه قلعه گبری آببر مربوط به هزاره اول قبل از میلاد است و در شهرستان طارم، جنوب غربی دهستان آببر واقع شده و این اثر در تاریخ ۱۳ اردیبهشت ۱۳۵۴ با شمارهٔ ثبت ۱۰۵۳ به‌عنوان یکی از آثار ملی ایران به ثبت رسیده است.